# Port de Caen-Ouistreham
Le port de Caen-Ouistreham est un port de commerce, un port passager et un port de plaisance français s'étendant sur le canal de Caen à la mer depuis l'embouchure de l'Orne à Ouistreham jusqu'à la ville de Caen, dans le département du Calvados et la région Normandie. Il reste aussi un port de pêche artisanale et côtière.

## Histoire

### Du Moyen Âge à l'époque moderne
Au Ier siècle, un vicus se constitue sur les bords de l'Odon à l'emplacement de l'actuelle abbaye aux Hommes. Des fouilles menées dans les années 1970 ont montré qu'après l'échec d'une première tentative pour stabiliser les berges de la rivière un canal a été creusé d'est en ouest à travers le bourg. Ce canal avait pour but d'assainir le terrain, mais il est probable que les berges aménagées de ce canal tenaient également lieu d'installations portuaires sommaires. Le cabotage jusqu'à l'Orne assuré par des barques à fond plat devaient permettre l'échange de produits locaux.
Les différents bourgs dispersés dans la vallée de l'Orne connaissent une croissance certaine à partir du VIIe siècle. Interrompu par les invasions barbares, ce mouvement d'urbanisation reprend au Xe siècle avec le nouvel essor urbain qui accompagne le grand redémarrage du duché de Normandie. Un tissu urbain relativement continu se forme alors sur les deux rives de l'Odon. Dans la première référence écrite à la ville de Caen dont on dispose aujourd'hui (une charte de l'abbaye de la Trinité de Fécamp de 1066), il est déjà fait référence au port de Caen.
Robert Courteheuse, fils aîné de Guillaume le Conquérant, fait construire le premier bassin de la ville, à l'emplacement de l'actuel bassin Saint-Pierre. Vers 1083, un quai, le quai Villons, est construit à l'emplacement de l'actuelle rue des Prairies Saint-Gilles. Il servait probablement de débarcadère pour le port. Trois maisons sont également construites, dont une destinée à abriter le préposé à la perception des droits sur les marchandises.
Au XVIe siècle, le port se trouvait toujours le long des quais de l'Odon, comme en témoigne cette citation de Charles de Bourgueville :
« De dessus ces murailles, l'on a le plaisir de voir flotter les navires de ceste rivière, et à travers ces délectables et larges prairies, puis descendre et charger les marchandises le long des dictes murailles, icelles mettre en greniers, celliers et magasins dedans la ville, en ceste tortue et riche rue des Quaizs : riche je la dy pour ce que les plus rares marchandises qui descendent cette rivière y sont mises et posées comme aussy les marchandises des habitants qu'ils envoyent en pays estrange, attendans l'opportunité de vente. »
Par le port de Caen transitaient les vins de Bordeaux et du Gâtinais en direction de la côte orientale de l'Angleterre. Mais l'activité principale était l'exportation de la pierre de Caen. Mais après un essor certain, les activités du port périclitèrent à partir du XVIe siècle. Les guerres de religion, puis la révocation de l'édit de Nantes et la reprise des persécutions contre les Protestants, nombreux chez les bourgeois caennais, affaiblirent le commerce caennais ; l'activité portuaire s'en ressentit. L'envasement de l'Orne en outre empêchait l'accès du port aux navires les plus importants. 
Au XVIIe siècle, Caen est le seul grand port fluviomaritime français armant exclusivement au cabotage. L’aire de navigation s'étend jusqu'à Bordeaux, l'Angleterre et la Hollande. Le trafic a toutefois une vocation avant tout provinciale avec une surreprésentation des ports normands de la Manche orientale exclusivement : de Barfleur à Dieppe et, en Seine, jusqu'à Rouen. 
En 1762, le port n'était en effet profond que de 4 à 5 pieds.

### DuXVIIIesiècleau milieu duXXesiècle
En 1780, le canal de redressement de l'Orne commencé en 1764 entre Clopée (Mondeville) et Caen est ouvert à la navigation. À l'approche de la ville, ce canal se divise en deux branches, la voie la plus septentrionale formant un canal dans lequel se jettent les eaux de l'Odon. Deux quais sont aménagés le long du nouveau canal de l'Odon et sur la section de l'Orne comprise entre le pont de Vaucelles et le rond-point de l'Orne.
Malgré ces améliorations, le port de Caen connaît un trafic modeste. Il importe surtout de la houille et du bois, livrés par des navires battant pavillon étranger. Le trafic d'exportations est dominant avec le commerce de la pierre de Caen, une spécificité qu'il détient depuis l'époque médiévale, des denrées agricoles de la plaine de Caen (graines, farines notamment de froment, pommes de terre) et des quelques produits fabriqués dans les industries locales majoritairement textiles.
En 1797, l'ingénieur en chef Joseph Cachin propose de creuser un canal de navigation parallèle à l'Orne entre Caen et Colleville ; ce canal partirait du canal Saint-Pierre, qui serait alors transformé en bassin à flot. Devant le coût financier jugé exorbitant, le projet est abandonné. Il est repris par l'ingénieur Pattu qui présente le 5 août 1836 un projet de canal latéral partant d'un bassin dans les jardins de Courtonne et débouchant par une écluse à sas à l'intérieur de la pointe du Siège. Ce projet est accepté par la loi du 19 juillet 1837. Les travaux de percement du canal de Caen à la mer commencent en 1844, mais les travaux traînent en longueur. La nouvelle voie d'eau est ouverte officiellement le 1er juillet 1857 et elle est inaugurée le 23 août de la même année par Napoléon III. Le canal Saint-Pierre est alors transformé en bassin à flot entouré de quai. Un avant-port est aménagé à Ouistreham. L'Orne, toujours soumise aux marées, reste un port d'échouage ; la rive gauche est bordée d'un quai, le quai de Vaucelles. Le fleuve toutefois est de moins en moins utilisé. En 1910, la construction d'un barrage sur l'Orne en aval du port condamne définitivement l'accès par cette voie.
Le trafic voyageurs et fret au départ de Caen se développe au XIXe siècle. Entre 1835 et 1939, des bateaux à vapeur font la liaison entre Caen (quai de juillet, puis bassin Saint-Pierre à partir de 1910) et Le Havre (bassin Notre-Dame). À partir des années 1890, des services de paquebots réguliers sont ouverts entre Caen et l'Angleterre pour le transport des marchandises et des voyageurs : vers Littlehampton (Sussex de l'Ouest) et vers Londres via Newhaven en 1893, vers Manchester en 1895. Avec le creusement du canal de Caen à la mer, le modeste port de pêche de Ouistreham prend une dimension commerciale, des navires y faisant relâche à partir des années 1880 pour la livraison de la houille et du ciment. Le trafic de négoce vient ainsi compléter l'activité de pêche traditionnelle. Il devient l'une des gares du tramway du Calvados qui relie Caen aux stations balnéaires de la côte depuis 1881.

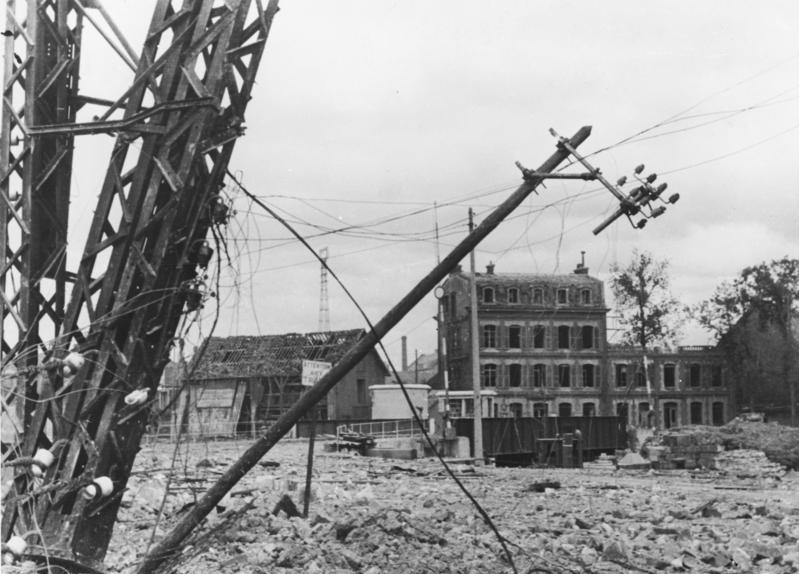
L'entrée du canal (bassin Saint-Pierre) en juin-juillet 1944

De nombreuses améliorations permettent d'accroître le volume transitant par le port ; il est multiplié par quatre entre 1865 et 1911. Dès 1857, le port est connecté au chemin de fer. La hauteur du canal est plusieurs fois revue à la hausse : 4,50 mètres en 1860–1864, 4,70 mètres en 1875, 5,22 mètres en 1877–1882, 5,72 mètres en 1895–1899. Le canal est également élargi en 1906-1907, ce qui nécessite la reconstruction des quatre ponts qui permettent son franchissement. On en profite pour élargir les passes de navigation des ponts-tournants (de 12 mètres à 18 m. De nouveaux bassins sont également creusés et de nouveaux quais aménagés. De 1877 à 1880, un nouveau bassin long de 500 mètres est creusé sur la rive droite du canal dans la prairie de Mondeville. Il devient le principal bassin, les deux autres étant trop peu profonds et ne disposant pas de terre-pleins suffisants. En 1907, de nouveaux quais sont aménagés. À Ouistreham, une nouvelle écluse est creusée en 1895–1903. De nombreux travaux sont menés dans les années 1910. En 1911, le Nouveau bassin est prolongé de 200 mètres, de nouvelles voies ferrées sont établies sur les quais, le réseau atteignant alors environ 5 kilomètres de longueur, et un système d'éclairage est installé pour permettre aux bateaux de naviguer la nuit. En 1912, le Nouveau bassin est étendu de 390 mètres jusqu'au pont de Calix. À Ouistreham, la jetée orientale est reconstruite et des travaux dans l'avant-port permettent de faciliter l'accès au canal.
Enfin, en 1917, la société métallurgique de Normandie et la société des Chantiers navals français réalisent des bassins privés (bassin d'Hérouville). Le port de la SMN est constitué d'un vaste bassin relié au canal par une passe traversée par un pont-tournant. Il dispose d'un môle d'accostage en béton de 150 mètres de long desservi par cinq voies ferrées. Le port de la SMN est également relié au chemin de fer minier de Caen à Soumont-Saint-Quentin. Ces installations ferroviaires, connectées au réseau ferré de l'État, forment la gare de Clopée. Les Chantiers navals français sont situés sur la commune de Blainville-sur-Orne le long du canal de Caen à Ouistreham. Le coup d’envoi de l’activité navale est marqué par le lancement du cargo Député René Reille-Soult en 1921. Puis le pétrolier géant pour l’époque (12 000 tonnes) le Saint-Boniface est lancé en avril 1922. Avec ses six cales en éventail, les chantiers navals de Blainville permettent de construire des navires de 165 m de long. En 1925, le site est le plus important des trois établissements des Chantiers navals français. Entre 1917 et 1935, les chantiers de Blainville lanceront 100 navires.
À la veille de la Seconde guerre mondiale, le port de Caen compte 18 hectares de surface d'eau, 2,370 kilomètres de quais accostables et 131 hectares de terre-pleins. Le trafic du port se répartit en quatre domaines : le traitement de la houille importée d'Angleterre ; l'exportation du minerai de fer vers l'Angleterre et l'Allemagne via le port de Rotterdam ; les activités industrielles de la SMN et des entreprises créées dans son sillage (Chantiers navals français, Société des Engrais de Normandie, cimenterie) et les activités de la Société navale caennaise qui assure 75% du trafic sur le canal. S'y ajoute le transport quotidien de voyageurs et de marchandises entre Le Havre et Caen à raison d'environ 12 000 passagers par an. L'activité du port reste stable entre le 1er janvier et le 17 juin 1940. Mais à cette date, la Marine de guerre coule deux bâtiments devant les écluses de Ouistreham afin d'empêcher la navigation sur le canal. Caen est occupée le lendemain par les Allemands et le trafic du port s'arrête.

### Depuis 1945
Très sévèrement endommagé pendant la bataille de Caen, le port se développe de nouveau rapidement à partir des années 1950. Il avait deux originalités pour un port français. Tout d'abord les exportations l'emportaient sur les importations : en 1953, 1 097 841 tonnes contre 854 843 tonnes. Ensuite, les bateaux sous pavillon français étaient majoritaires (62,5 % en 1953) grâce à la présence de la Société navale caennaise. Avec ses 24 navires au début des années 50, la Navale a pratiquement doublé sa capacité de transport de 1939. De nouvelles lignes sont créées vers l’Afrique du Nord, puis la Compagnie innove avec le commerce du bois qui n’existe pas encore à Caen. Composée de grumiers, pinardiers, minéraliers et navires frigorifiques, la flotte de la Navale compte en 1960 une trentaine de navires auxquels elle ajoute l’Athéné, un pétrolier de 20 400 tonnes. Le trafic était dominé par les activités minières et métallurgiques liées à la proximité des mines de Soumont et de Saint-Quentin, ainsi que de la Société métallurgique de Normandie. En 1953, le minerai de fer représentait 71,8 % des entrées (787 962 tonnes) et les produits de la métallurgie (fer et fonte) 19,7 % des sorties (216 732 tonnes). Cette même année, 74,3 % des entrées (634 816 tonnes) étaient constitués de houille destinée en majeure partie à la SMN. Le bassin Saint-Pierre n'est pratiquement plus utilisé ; seul 0,3 % du trafic transite par ses quais en 1953. La partie du port sur la rive gauche de l'Orne est quant à elle totalement abandonnée. La majeure partie du trafic transite par le bassin d'Hérouville (56,9 % du trafic en 1953) suivi par le Nouveau bassin
(36,8 % du trafic en 1953).
En 1956, les chantiers navals ferment et le site est occupé par la SAVIEM (actuelle Usine Renault Trucks de Blainville) ; le bassin du chantier, comblé en grande partie, n'est plus connecté au canal et devient donc inutilisable.
En 1960, un port de plaisance est aménagé à Ouistreham. Le bassin de Calix est ouvert en 1962. Le quai de Blainville est ouvert en 1972 pour permettre le chargement de céréales et de vracs divers, ainsi que la manutention de colis lourds (bois, conteneurs). En 1983, le port de Caen, non autonome, est classé en catégorie 1, « c'est-à-dire que les investissements y sont considérés d'intérêt national ». 
En 1986, un terminal ferry est créé à Ouistreham, et un second en 1992. Cette nouvelle activité de passerelle transmanche se substitue aux deux piliers du port que constituaient jusque là la SMN et l'usine de France Charbon (anciennement Combustibles de Normandie). Le premier navire à assurer la traversée est le Duc de Normandie : il part de Ouistreham le 5 juin pour accoster à Portsmouth cinq heures plus tard, accueilli par une haie d'honneur de fire-boats anglais, et repart après sept heures de fêtes à bord pour remonter le canal jusqu'au quai de Calix afin que les autorités embarquées puissent se rendre à l'hôtel de ville de Caen où est paraphée la charte de jumelage signée la veille dans le port britannique. 
En 1990, les stations de pilotage de Caen-Ouistreham et de Seine-Rouen-Dieppe sont fusionnées au sein de la station de pilotage de la Seine dont le siège est établi à Rouen.
En 2019, le port de Caen-Ouistreham a fusionné avec les ports de Cherbourg et de Dieppe au sein de Ports de Normandie. 

## Le port de Caen dans l'art
Le port a été peint par de nombreux artistes :
- Nicolas Ozanne, Le Port de Caen vu de la Prairie, 1787 ;
- Ambroise Louis Garneray, Vue du port de Caen prise du quai de Vaucelles ;
- Stanislas Lépine, Le port de Caen, vers 1859, musée d'Orsay ;
- Louis-Édouard Garrido, Vue du port de Caen, vers 1960, Musée de Normandie.

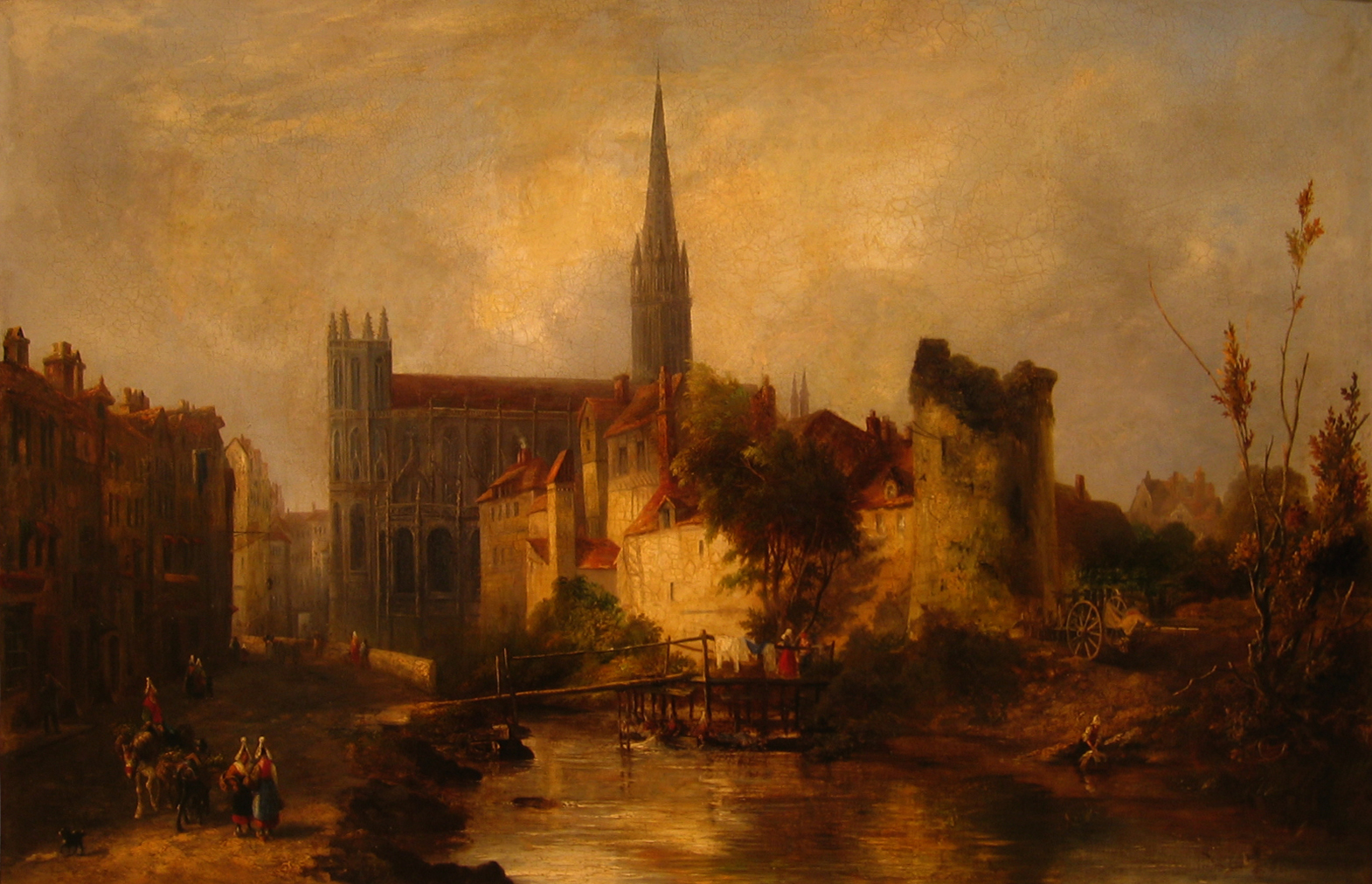
L'Odon, port médiéval recouvert en 1860
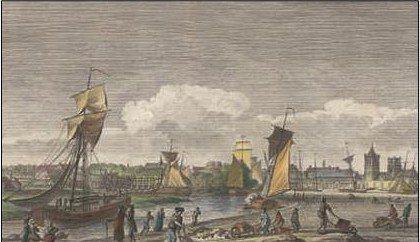
Le port de Caen vu de la Prairie de Nicolas Ozanne (1787)
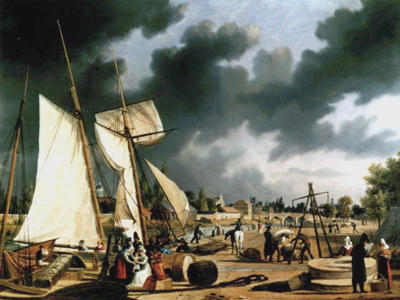
Vue du port de Caen prise du quai de Vaucelles par Ambroise Louis Garneray (début XIXe)

## Administration du port
En vertu de la loi de décentralisation du 13 août 2004 qui prévoit le transfert des ports d'intérêt national aux collectivités locales, les ports de Caen-Ouistreham et de Cherbourg ont été transférés à un syndicat mixte régional dénommé « Ports Normands Associés » et composé de représentants du Conseil régional et des conseils départementaux du Calvados et de la Manche. La gestion du port de Caen-Ouistreham (commerce et plaisance) a été confiée à la Chambre de commerce et d'industrie de Caen jusqu'à la fin 2018. Depuis le 7 janvier 2019, le syndicat mixte Ports de Normandie a pris le relai.

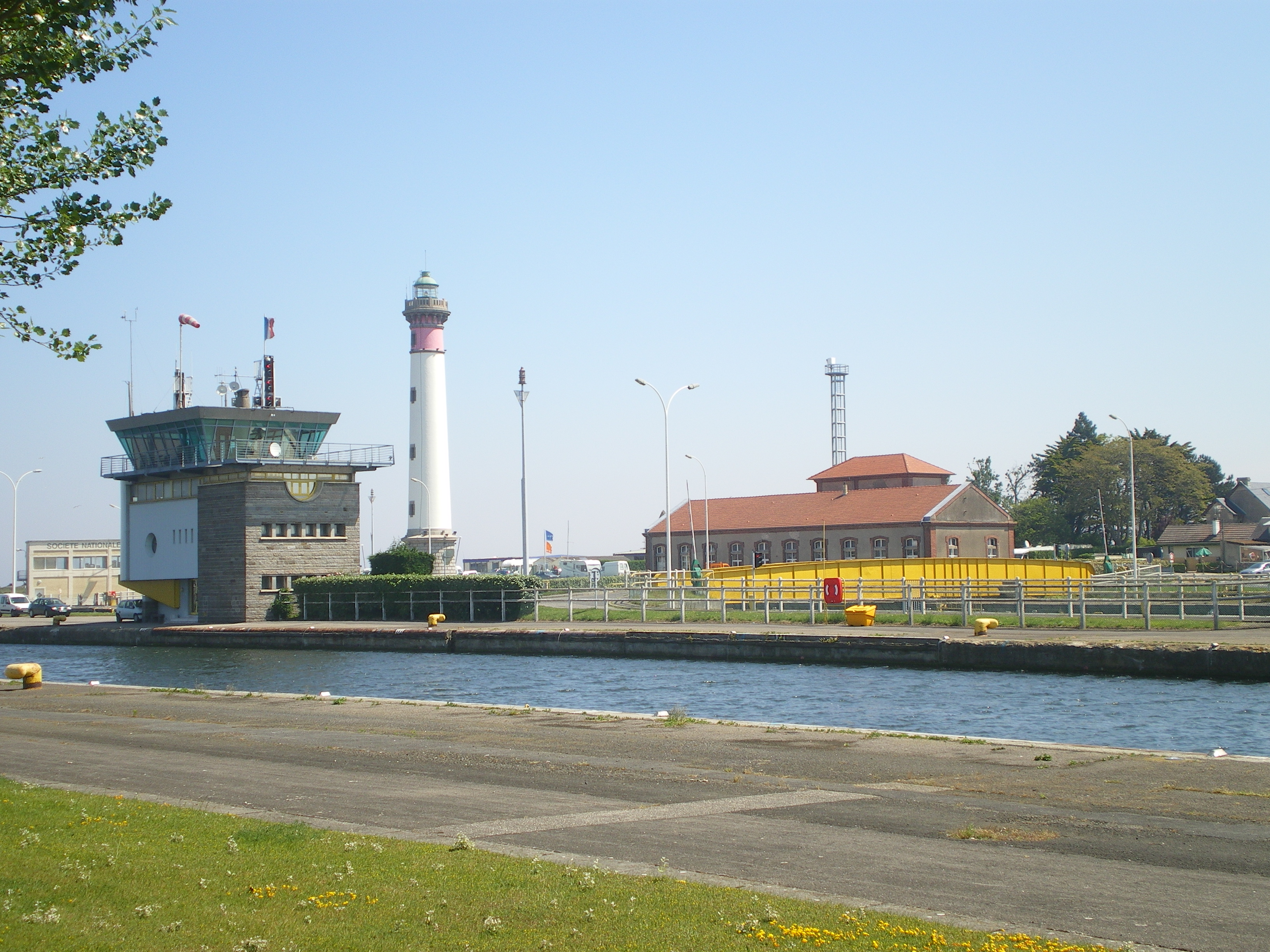
L'écluse de Ouistreham et la capitainerie du port
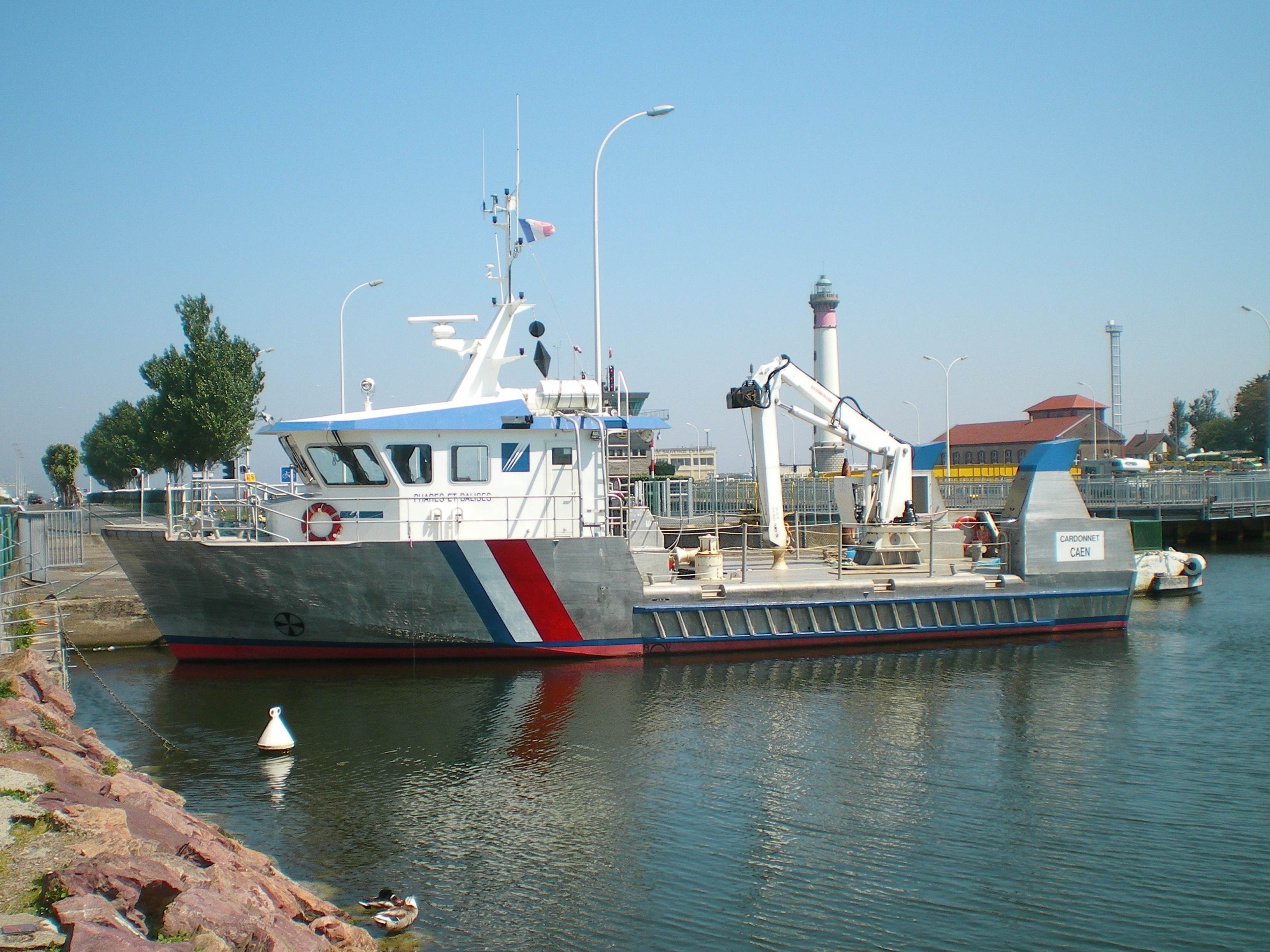
Le Cardonnet : bateau de travaux du port de Ouistreham.

## Les quais

### Bassin Saint-Pierre
L'ancien cours de l'Odon est canalisé vers 1780. La compagnie Mignot commence l'édification de murs de quai en 1787 sous la direction de l'ingénieur Lefebvre. Mais alors que les travaux sont bien avancés, les batardeaux se rompent et les fondations sont ébranlées par la marée. La construction est finalement interrompue en l'an III. Les murs ont par la suite été consolidés pour pouvoir être achevés.
Quand le projet de l'ingénieur Pattu de percement d'un canal entre Caen et la mer est retenu, l'administration prévoit de transformer le canal Saint-Pierre en bassin régulier de 550 m de longueur sur 50 m de largeur entouré par des murs de quai. Il est prévu que le bassin soit de la même profondeur que le canal (4 m). D'une superficie de 27 500 m2, il doit pouvoir accueillir 70 navires de 300 tonneaux. Ce bassin doit être alimenté par les eaux de l'Odon, transformé en rigole alimentaire. Le projet initial prévoit que chaque extrémité du nouveau bassin doit être fermée par un barrage :
- au sud-est, un barrage pour retenir les eaux fermé par une écluse à sas, cette dernière permettant de relier le bassin avec l'Orne où se situe avec la partie du port qui n'est pas concerné par ces nouveaux ouvrages (quai de Vaucelles) ;
- au nord-ouest, un barrage sur l'Odon où doivent être pratiqués cinq pertuis, d'au moins 5 m, qui permettront de faire des chasses quand le bassin sera à sec à marée basse ;
- à l'est, une écluse à porte d'èbe et de flot permettant de communiquer avec le nouveau canal maritime[23].

Le projet est repris par l'ingénieur Tostain qui supprime le barrage à pertuis sur l'Odon. L'ingénieur en chef prévoit également la construction d'un aqueduc parallèle au bassin afin d'écouler l'eau des égouts dans l'Orne sans qu'elle vienne polluer le bassin.
Le 23 février 1839, les travaux de consolidation des murs de quai construits en 1792 sur la rive droite du bassin Saint-Pierre, actuel quai Vendeuvre, sont adjugés. Les travaux sont terminés à la fin de cette année et les quais, terre-pleins et pavages sont achevés au début de l'année suivante. Le 23 novembre 1844, les travaux de creusement du canal et de construction des quais sont adjugés. La largeur des anciens quais du port de Caen, fixée à 25 m par l'ordonnance royale du 12 décembre 1818, a été conservée pour la partie des nouveaux quais situés entre le fond du bassin et la tête du canal. Entre l'Orne et le nouveau canal, la largeur est portée à 40 m ; une cale de 150 m de longueur sur 15 m de large doit y être aménagée afin de permettre le déchargement du bois. Au nord-ouest, doit être aménagée une grande place, l'actuelle place Courtonne, sur laquelle débouche les rues de la ville. Quand les travaux sont terminés, le bassin forme une étendue d'eau de 567 m de long sur 50 m de large, bordée par 1 321 m de quai. La profondeur, initialement de 4 m est ensuite portée à 4,50 m, puis 5 m.
Sur les quais, un hangar public est couvert d'une toiture en panneaux métalliques amovibles d'une tonne environ. Une grue peut soulever un des éléments afin de pratiquer une ouverture d'environ 18 m2 à travers laquelle on peut transférer les marchandises directement entre le bateau et sol du hangar.
Après l'ouverture du nouveau bassin, qui est régulièrement élargi, la part du trafic transitant par le bassin Saint-Pierre décline. Après la Seconde guerre mondiale, le bassin n'est pratiquement plus utilisé. Le faible trafic est constitué principalement de bois, ainsi que de ferrailles et de sable. Il abrite aujourd'hui le port de plaisance de Caen. Équipé de 6 pontons à catway, ce port peut accueillir au total 92 bateaux de moins de 25 mètres et dont le tirant d'eau n'excède pas 3,80 m.
On trouve sur ces quais plusieurs bâtiments datant du XIXe siècle ou du début du XXe siècle :
- Pavillon de Normandie (ancien débarcadère de la ligne de bateaux entre Caen et Le Havre) ;
- Hangar Savare, détruit par incendie en 2016 ;
- ancien siège de la SNC ;
- ancien siège de la DDE maritime.

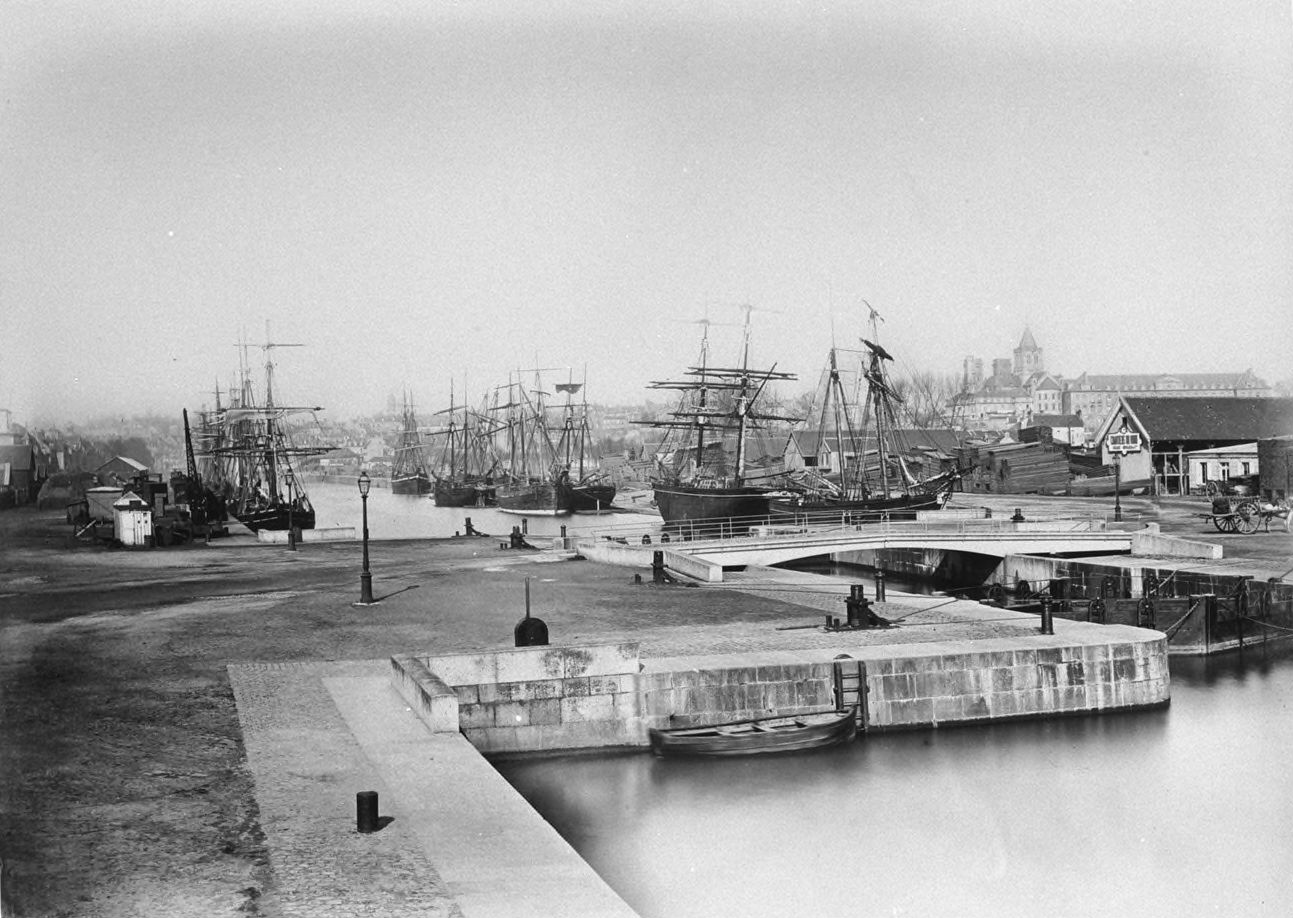
Bassin Saint-Pierre en 1873
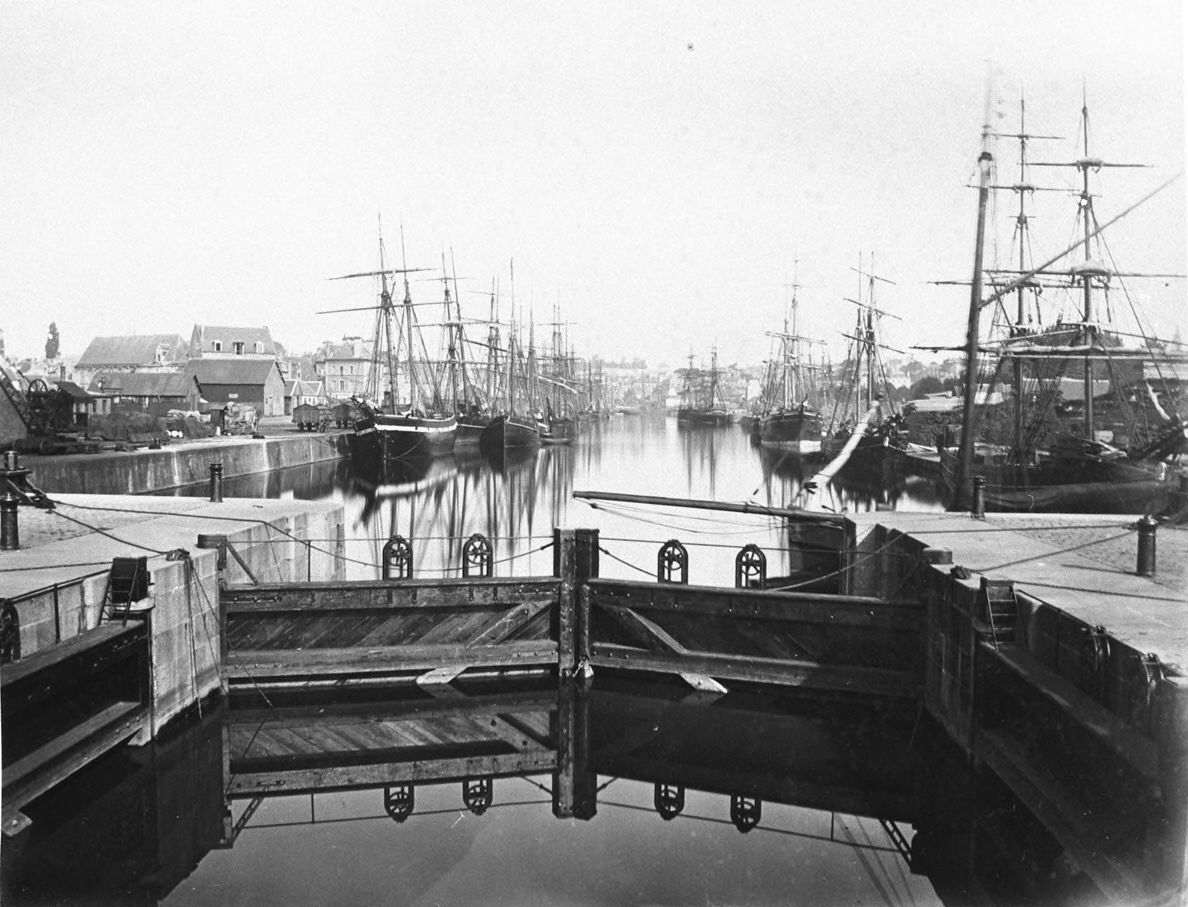
Écluse reliant le bassin Sain-Pierre et l'Orne en 1873
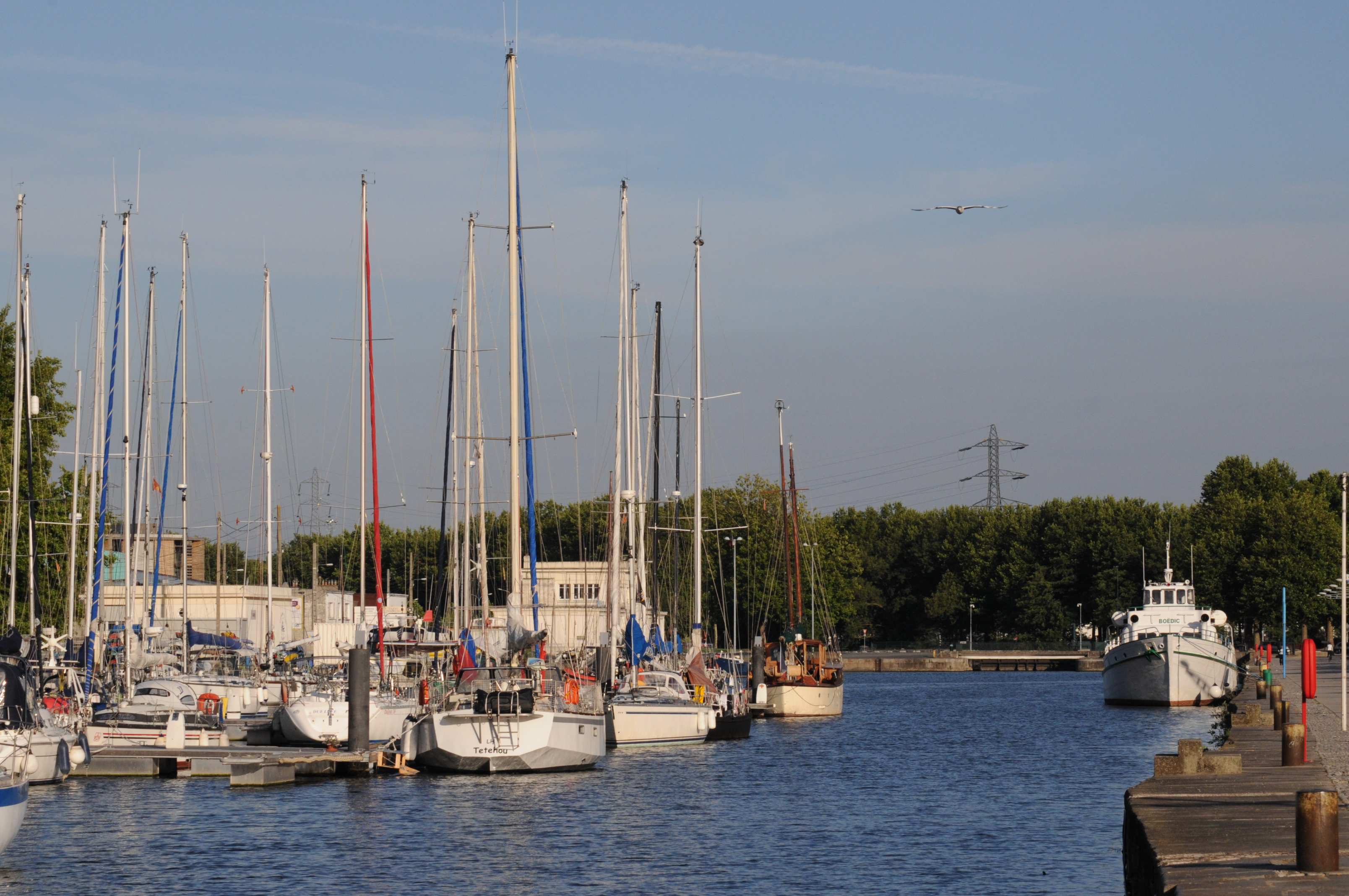
Vue générale depuis la place Courtonne
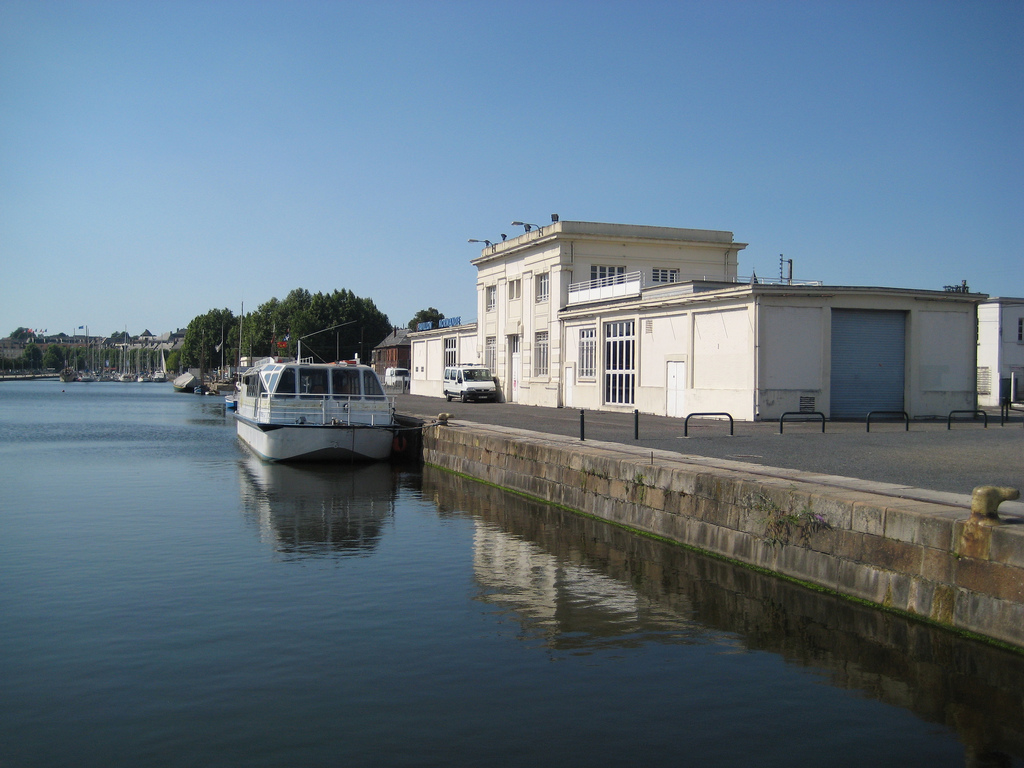
Le Hastings accosté devant le Pavillon de Normandie
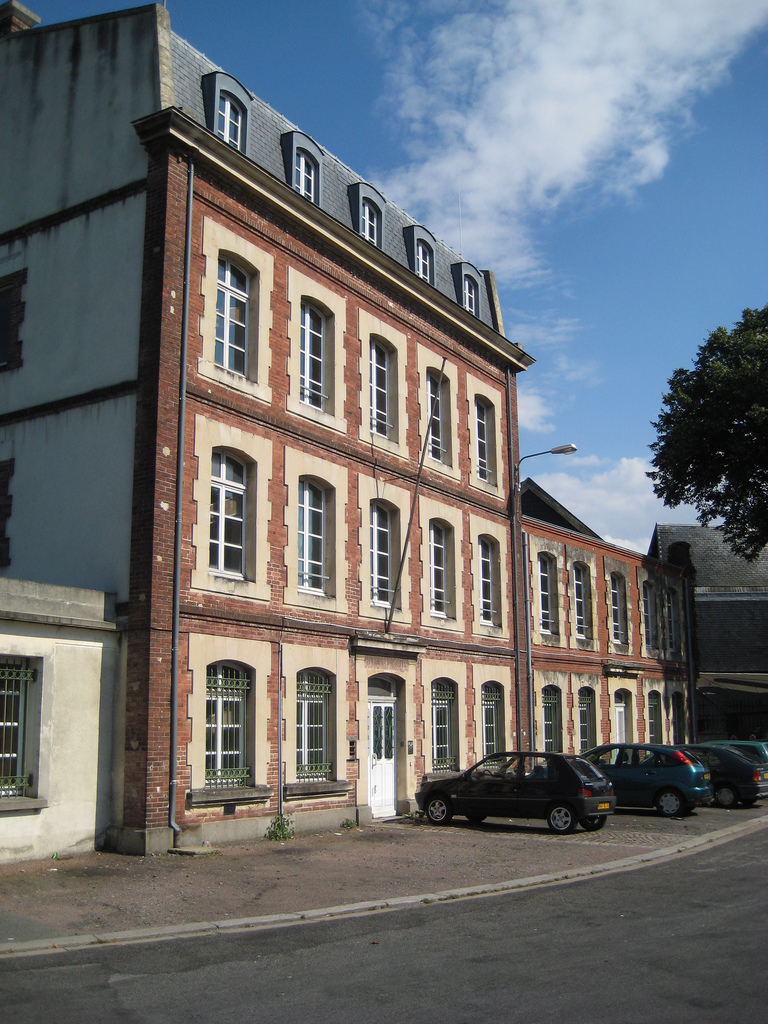
Locaux de la DDE maritime du Calvados
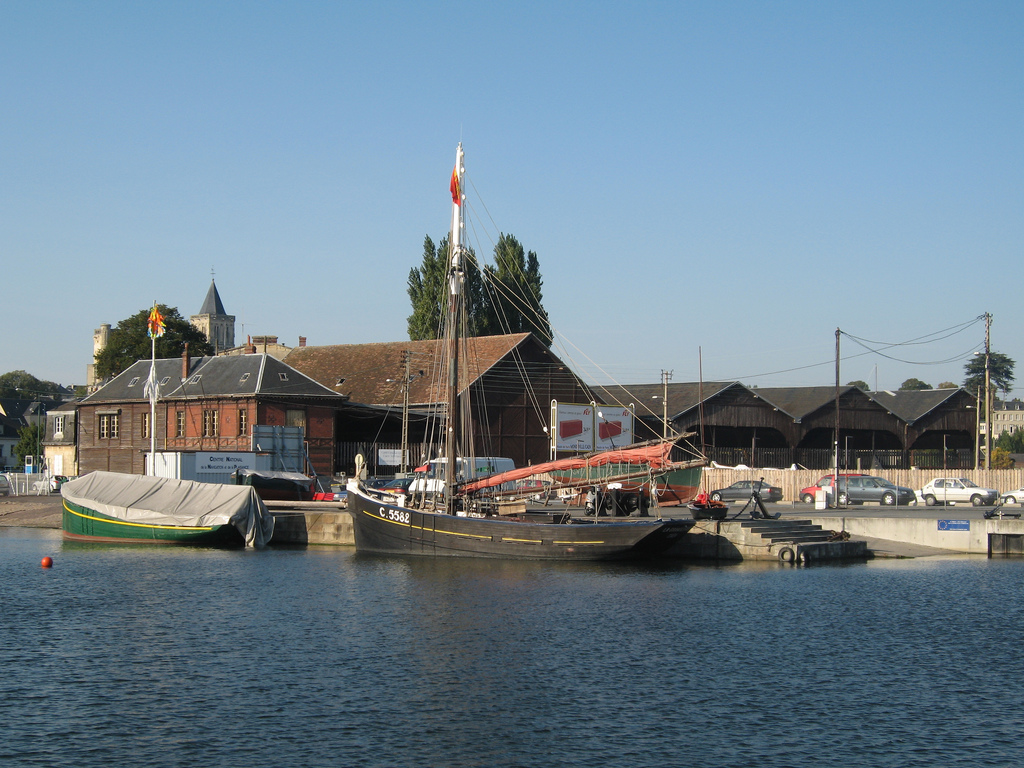
Pavillon Savare depuis le quai Vendeuvre, avant sa destruction

### Nouveau bassin
L'inscription du bassin Saint-Pierre dans un milieu urbain empêchant son agrandissement, un nouveau bassin est creusé sur la rive droite du canal dans la prairie de Mondeville. Long de 500 mètres, il est ensuite prolongé de 200 mètres en 1911 et atteint ses dimensions actuelles en 1912 quand il est étendu de 390 mètres jusqu'au pont de Calix. Relié au réseau ferré de l'État, puis au chemin de fer minier de Soumont, il devient rapidement le principal bassin du port avant d'être supplanté par le bassin d'Hérouville. Aujourd'hui cette partie du port est désaffectée. En octobre 2008, la communauté d'agglomération Caen la Mer a ouvert une pépinière d'entreprises nautique baptisée Norlanda. Les locaux mis à disposition sont reliés aux quais du Nouveau bassin distant de 150 mètres par une voirie permettant la mise à l'eau des bateaux de plaisance.

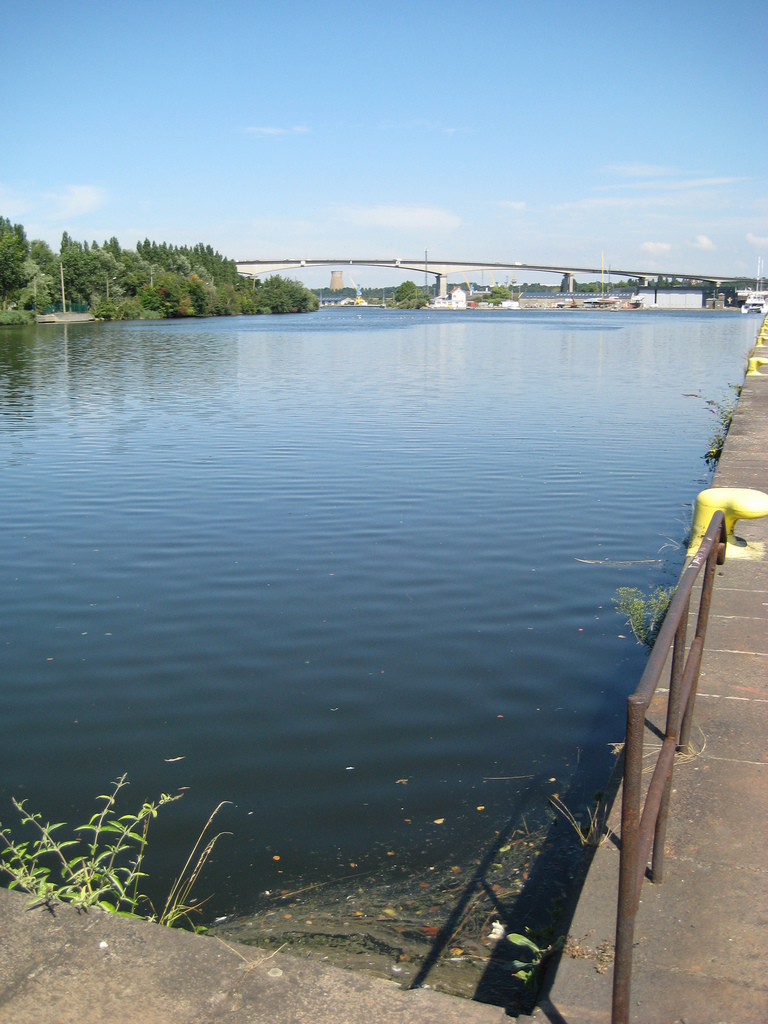
Le Nouveau Bassin (au fond, le viaduc de Calix)
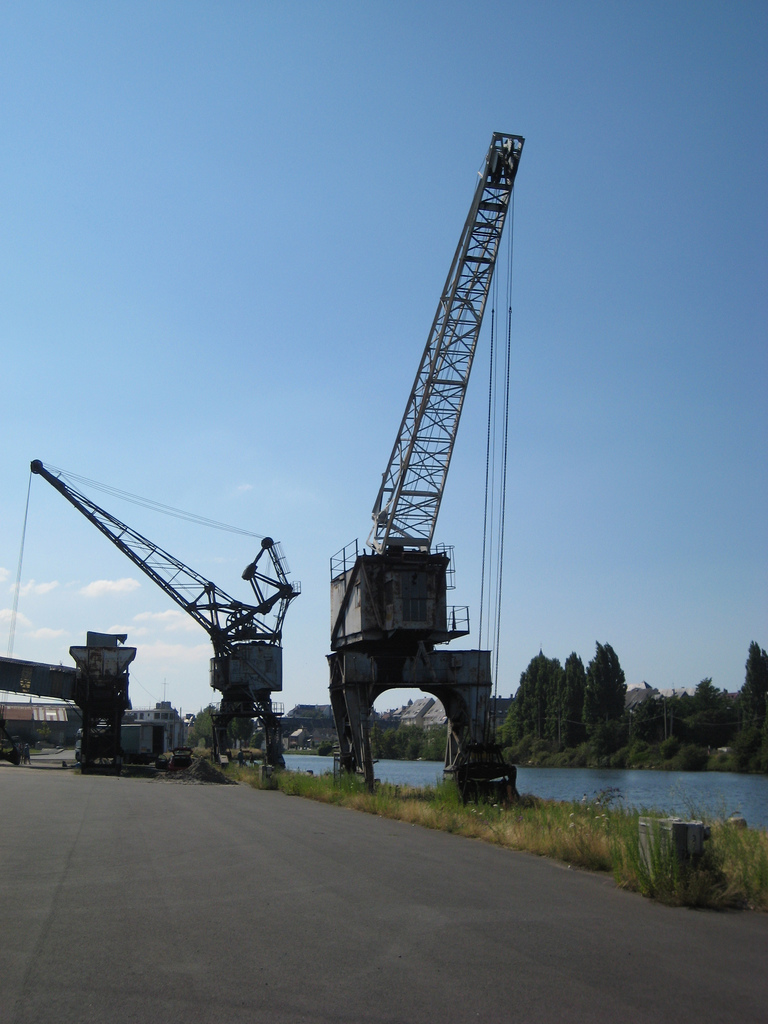
Grues à godet permettant le transfert du charbon
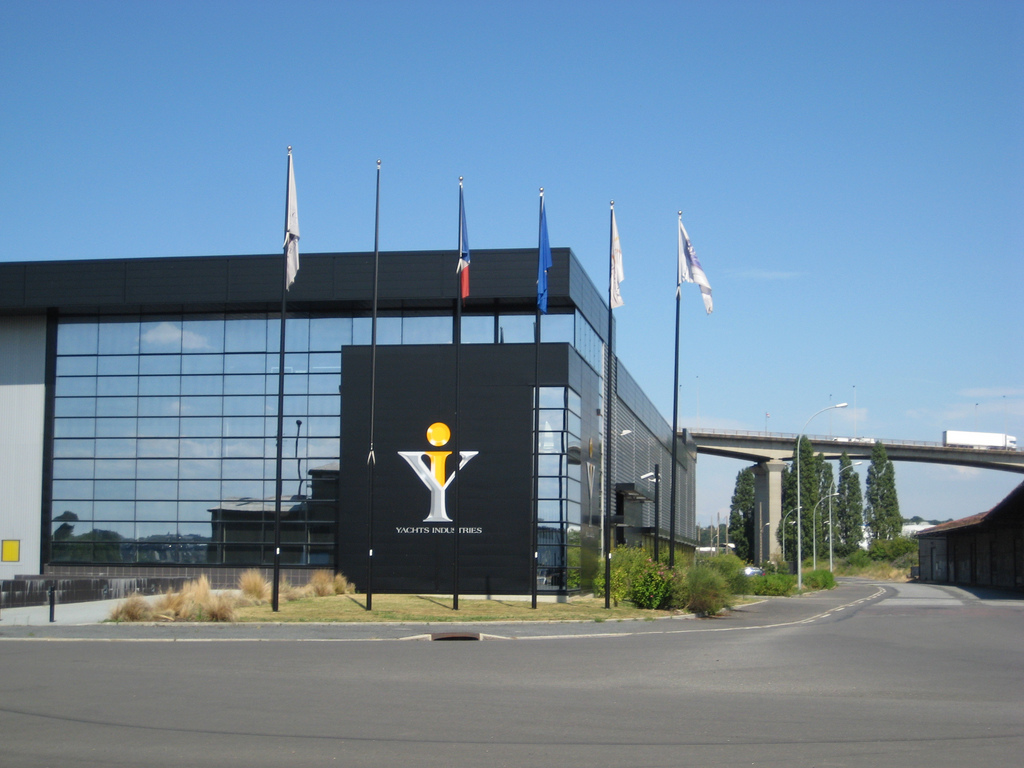
Ateliers de Yachts industries

### Bassin de Calix
On y trouve un terminal agro-alimentaire, pour la société "Mélasse de France".
Possédant lui aussi des grues à godet, ce quai permet le chargement-déchargement de marchandises en vrac ou en colis.
Ce bassin a aussi servi à la Brittany Ferries, lors de l'arrêt du Ferry Barfleur désarmé en 2010-2011 pour son stationnement.

### Bassin d'Hérouville
- Chargements et déchargements pour marchandises en Vrac et divers
Le bassin est équipé d'une zone d'évitage où les navires les plus longs (180 m) et à fort tirant d'eau (plus de 7,5 m) peuvent faire demi-tour.

### Quai de Blainville
- Conteneurs divers
- Bois
- Vrac
- Céréales

Le quai de Blainville mesure plus de 600 mètres linéaire. Il s’agit d'un port de commerce qui est le quatrième port français d’importation de bois exotiques, le plus souvent en provenance du golfe de Guinée. C’est également un lieu de déchargement et de chargement de minerai de fer, d'engrais, de charbon et de matériaux de construction. Le port exporte des céréales produites dans la région et possède un silo d’une capacité de 33 000 tonnes.
À proximité de ce quai, des travaux de dragage du canal ont débuté le 4 janvier 2009 afin de créer une zone d'évitage où les gros bateaux pourront faire demi-tour.
Un terminal à conteneurs en provenance du port du Havre, initialement prévu sur le bassin de Calix, doit y être aménagé.

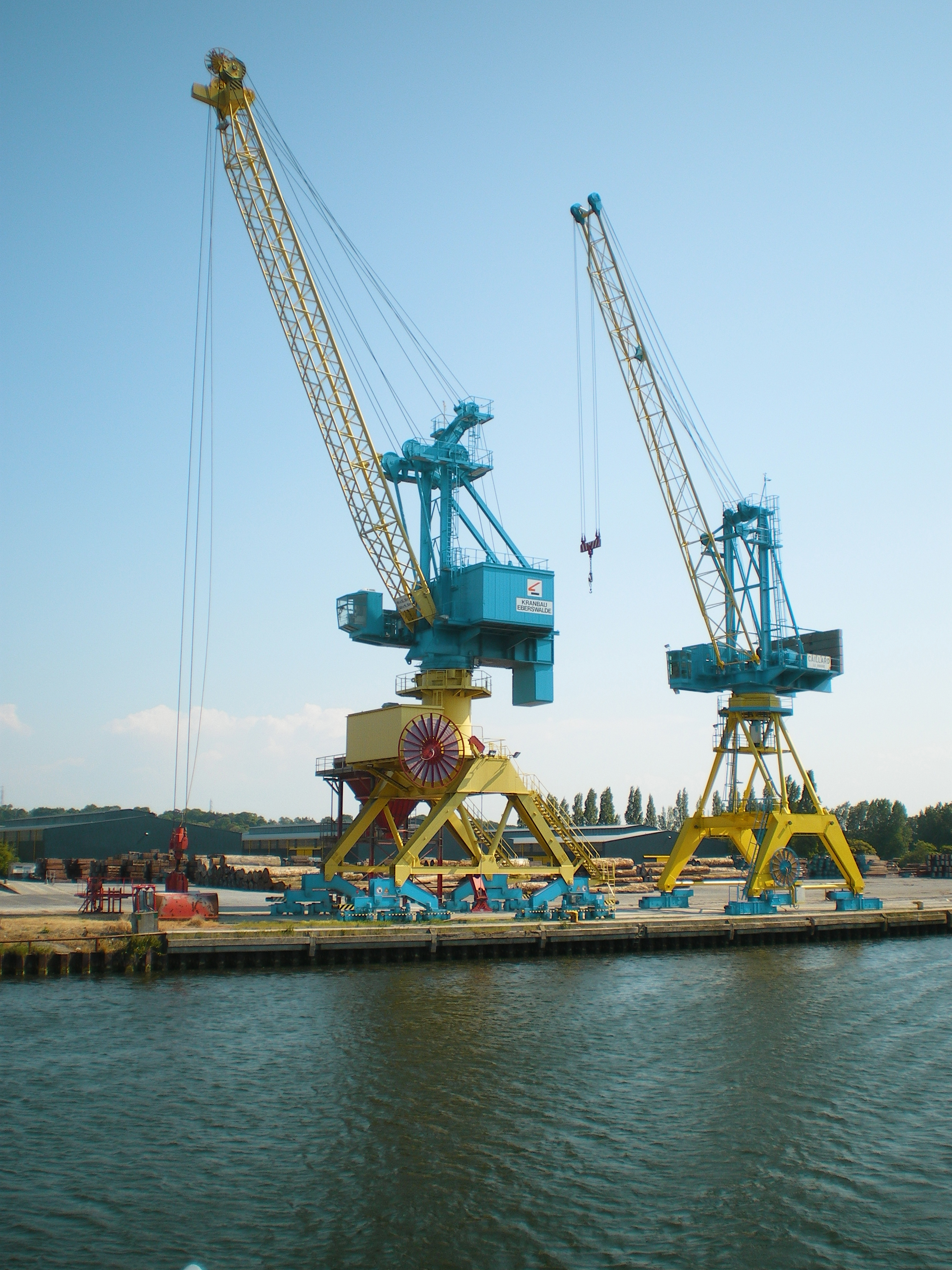
Les grues du quai de Blainville.
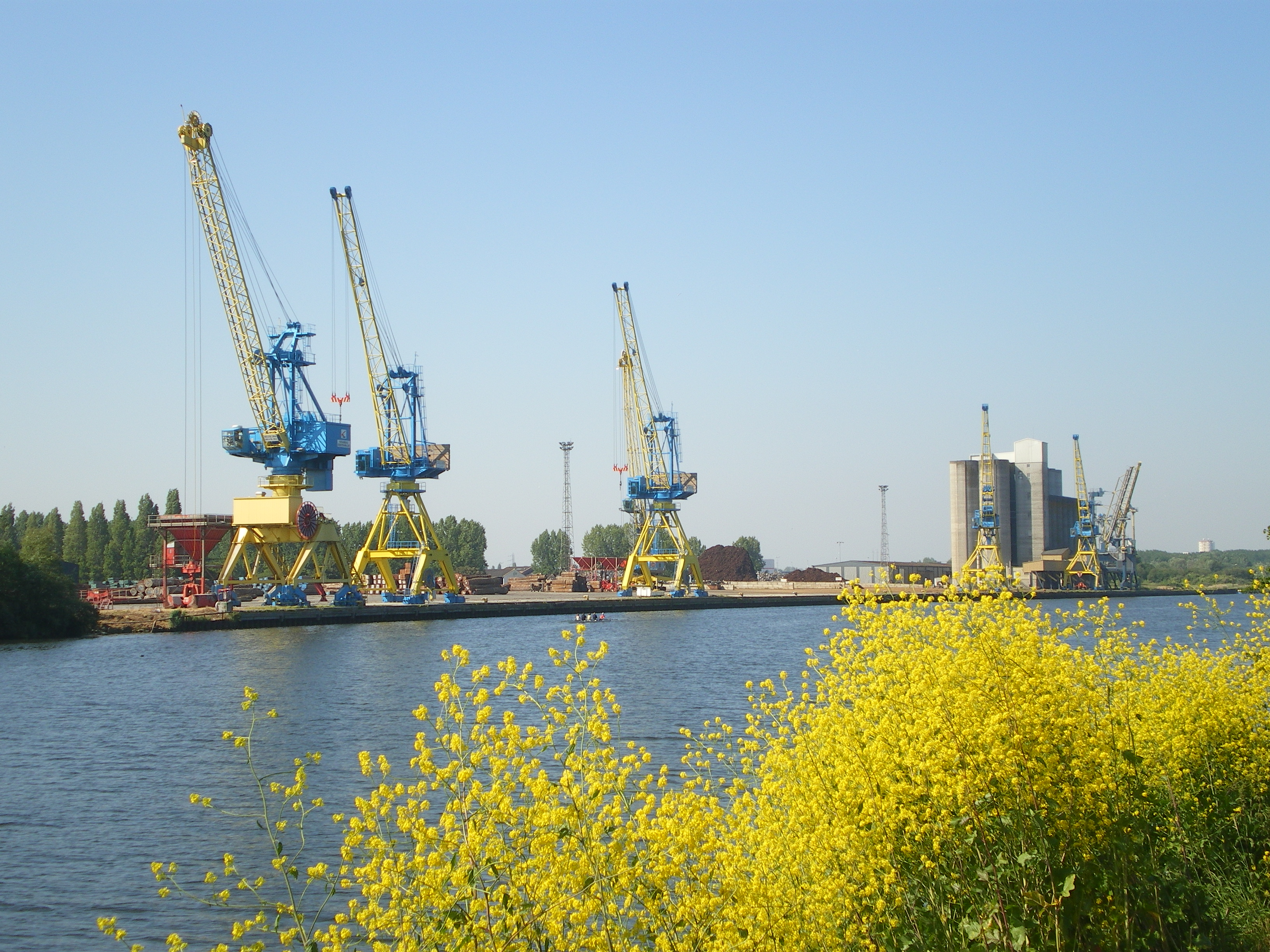
Les grues et les silos à blé.
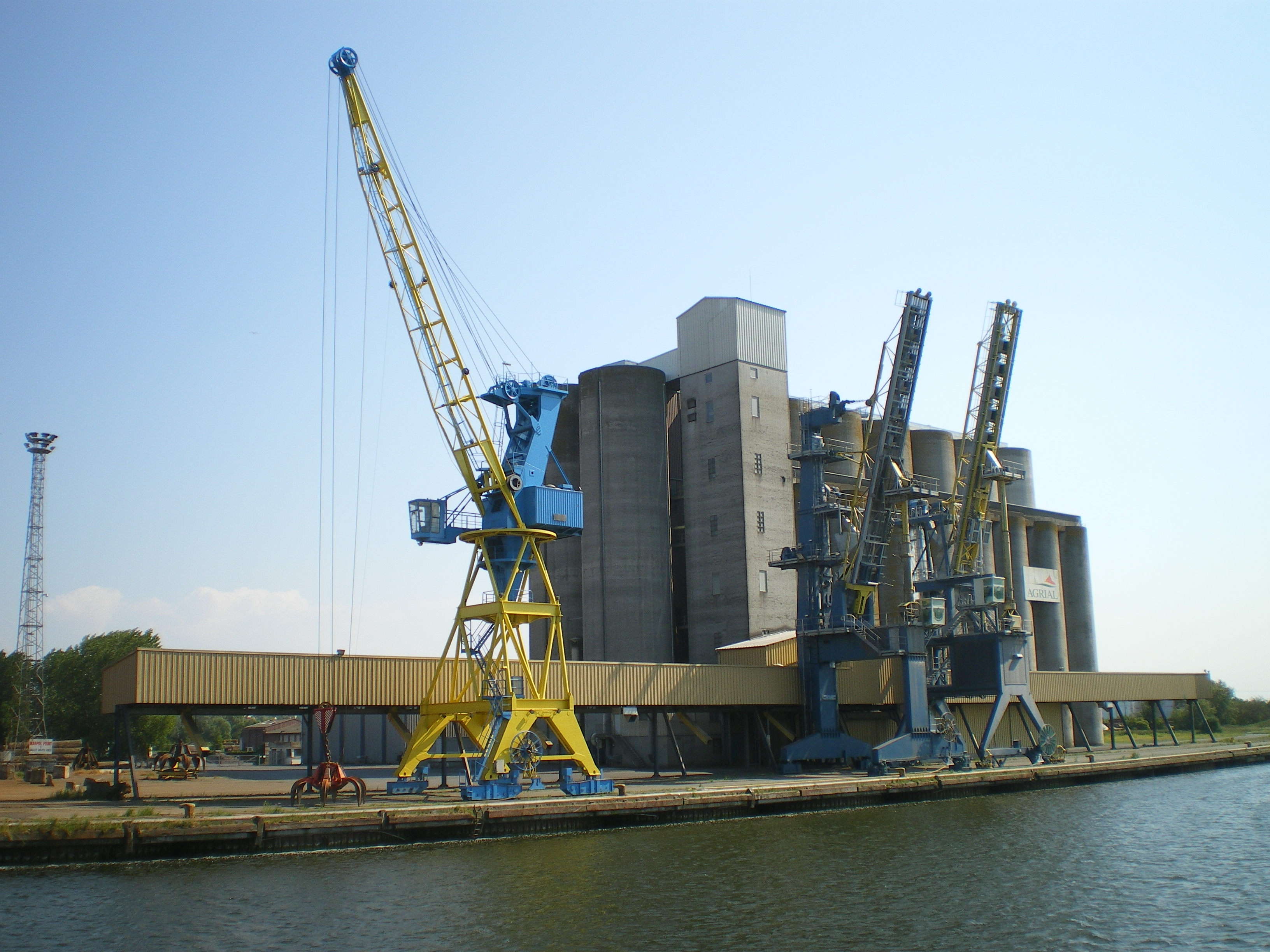
Les silos à blé d'Agrial.

### Quai de Ranville
Cet espace était à l'origine destiné au fret routier. Toutefois, il sert actuellement au stockage de deux portes d'écluse auparavant, disposées sur les plans inclinés de l'avant port de Ouistreham.
Il sert aussi occasionnellement à l'amarrage de dragues lors de manque de place sur les quais des autres bassins du port.

### Port de plaisance de Ouistreham
En 1960, un bassin d'une capacité d'accueil de 650 places est aménagé à l'est du canal. Un projet d’extension du port de plaisance est à l'étude afin de doubler sa capacité d'accueil.

### Port de pêche de Ouistreham
Le petit port de pêche est situé à l’Est et à l’Ouest de l’avant-port. Il rassemble une quinzaine de bateaux de pêche artisanale et côtière, et compte 35 marins. Une halle à poissons de 24 étals, construite en 1992 par l'architecte normand Bienvenu au nord de la place du Général-de-Gaulle, permet aux marins pêcheurs de vendre leur marchandise aux particuliers tout au long de l'année.

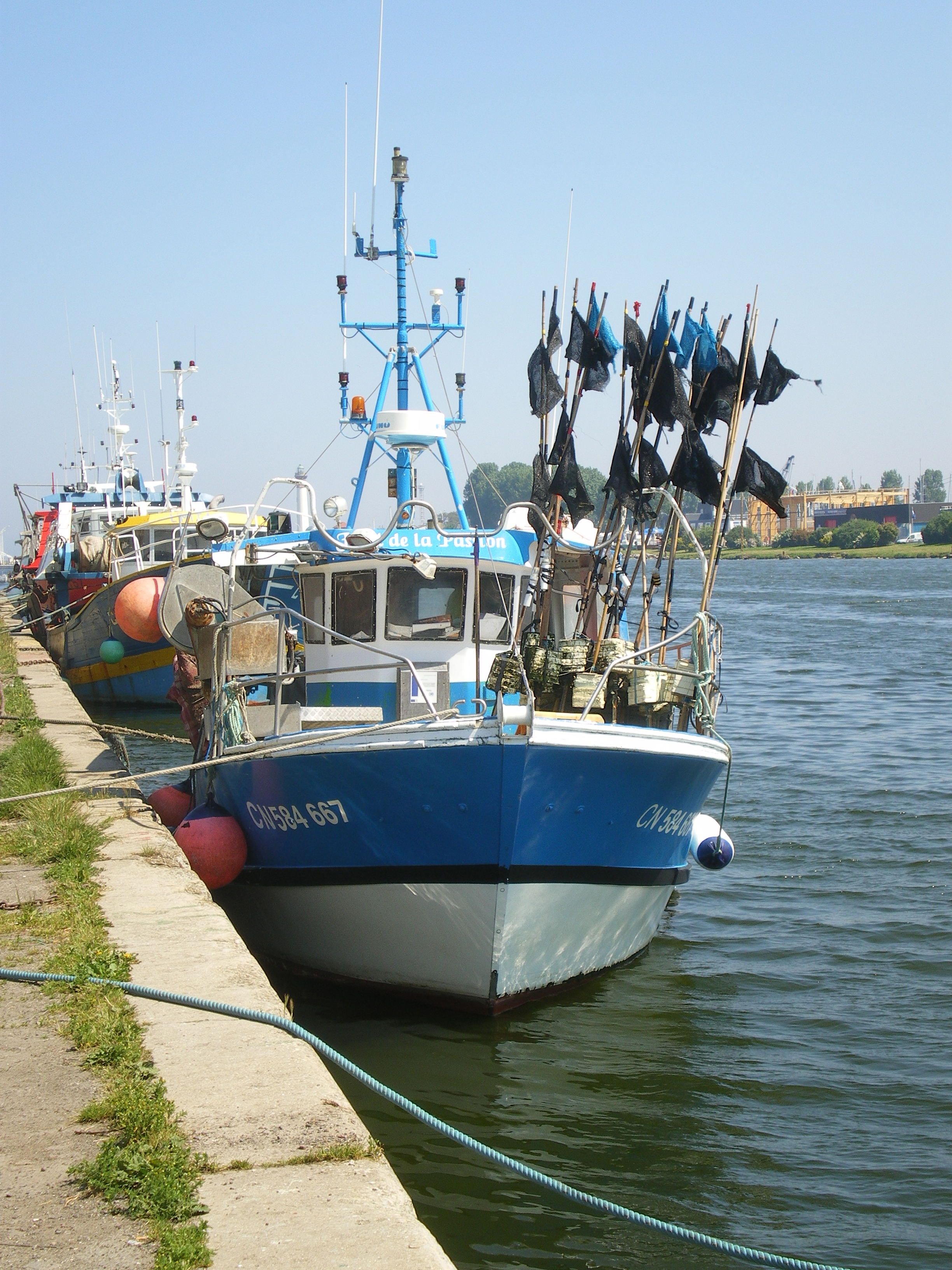
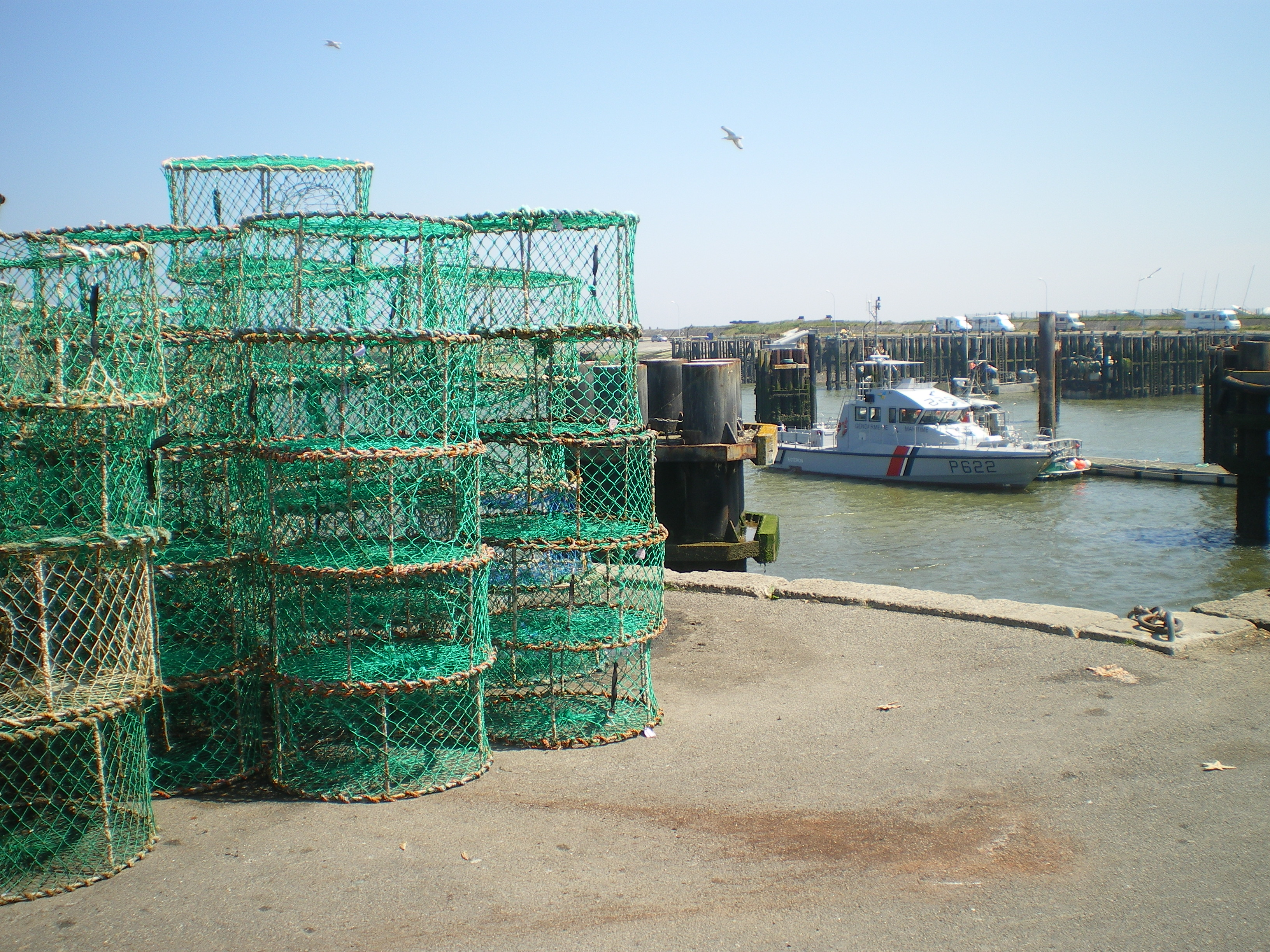
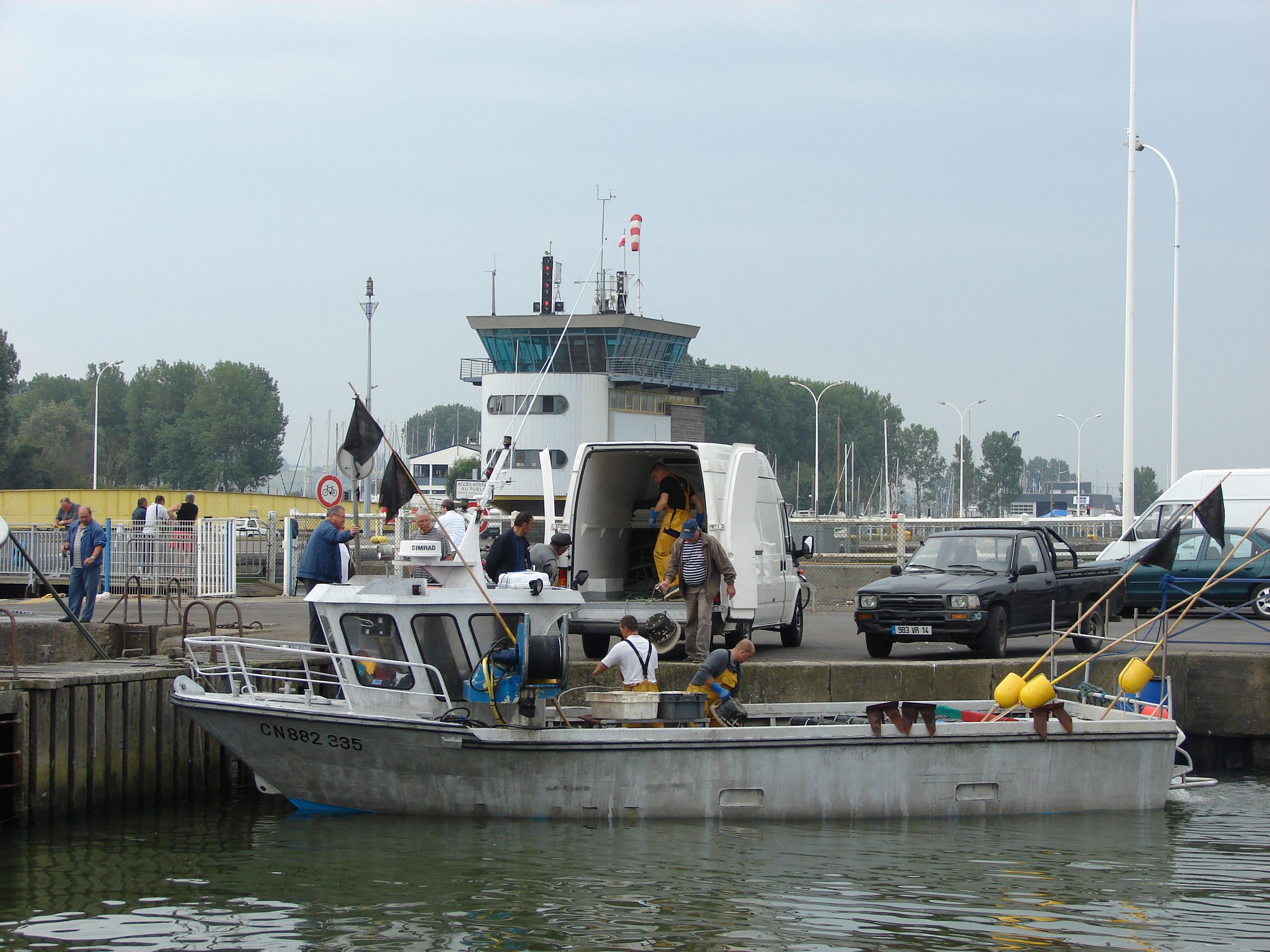

### Port passager de Ouistreham
La ligne est ouverte en 1986. Une gare maritime est alors construite à l'emplacement d'un ancien camping.
La ligne de ferry Ouistreham-Portsmouth permet de relier la France et l'Angleterre en 5 h 45 en jour et en 7 h s'il fait nuit. En saison et le week-end, le « Navire rapide » permet de raccourcir le temps de la traversée en la ramenant à 3 h 45.
Les liaisons sont assurées par la compagnie Brittany Ferries.
Les départs sont jusqu'au nombre de 4 par jour (2 le mercredi) dans les deux sens.
Cette ligne de ferry permet donc de relier Caen à l'Angleterre au niveau de la ville de Portsmouth d'où Londres ne se trouve plus qu'à 120 km.
Une grande partie du livre de Florence Aubenas, Le Quai de Ouistreham, se déroule dans le port de Ouistreham.

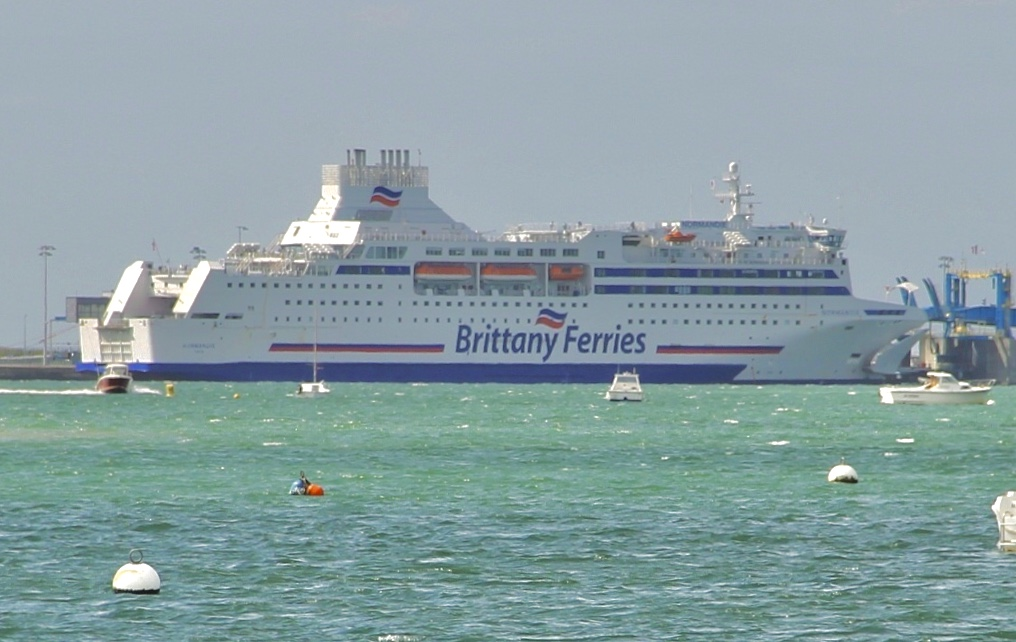
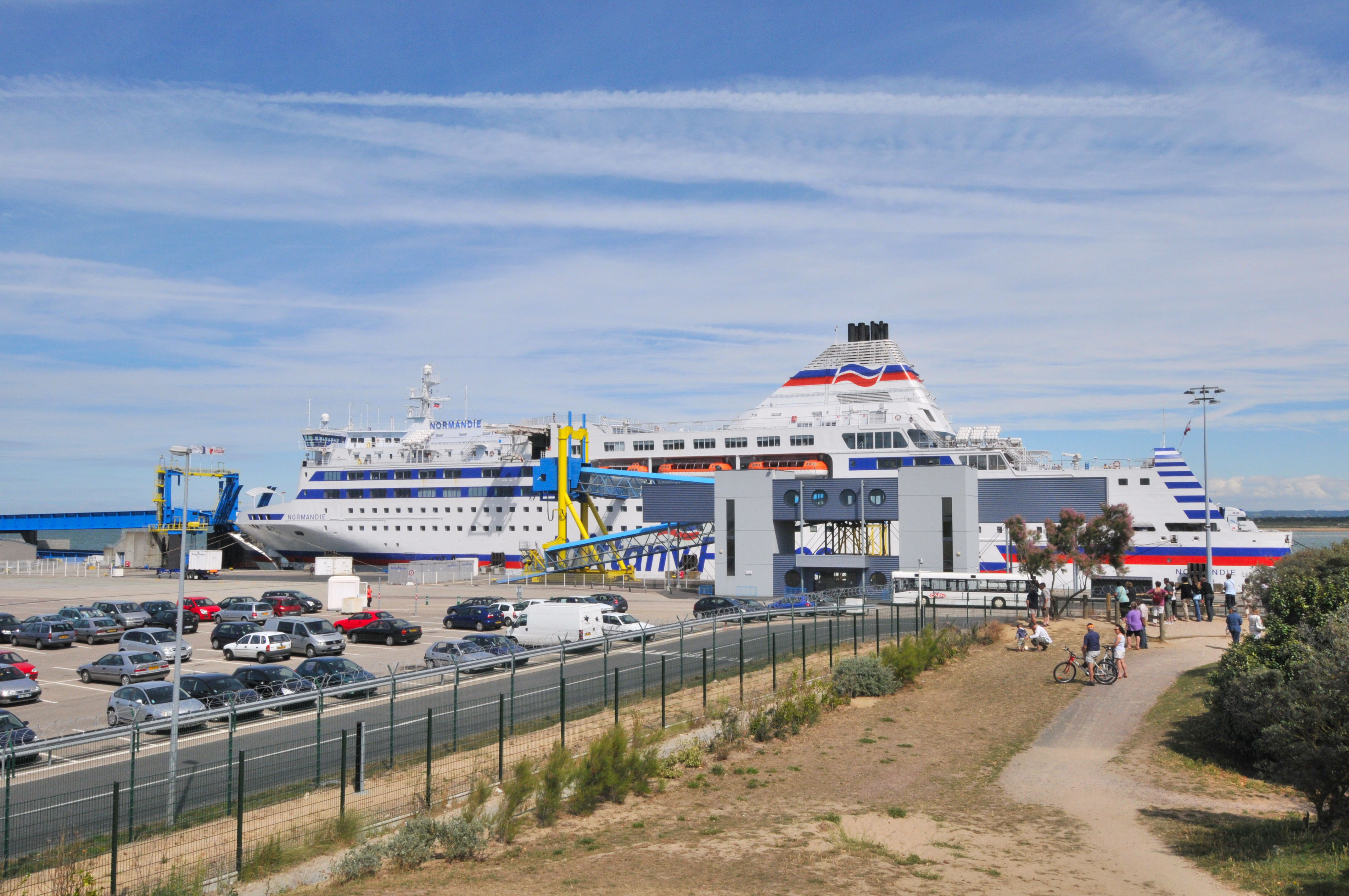
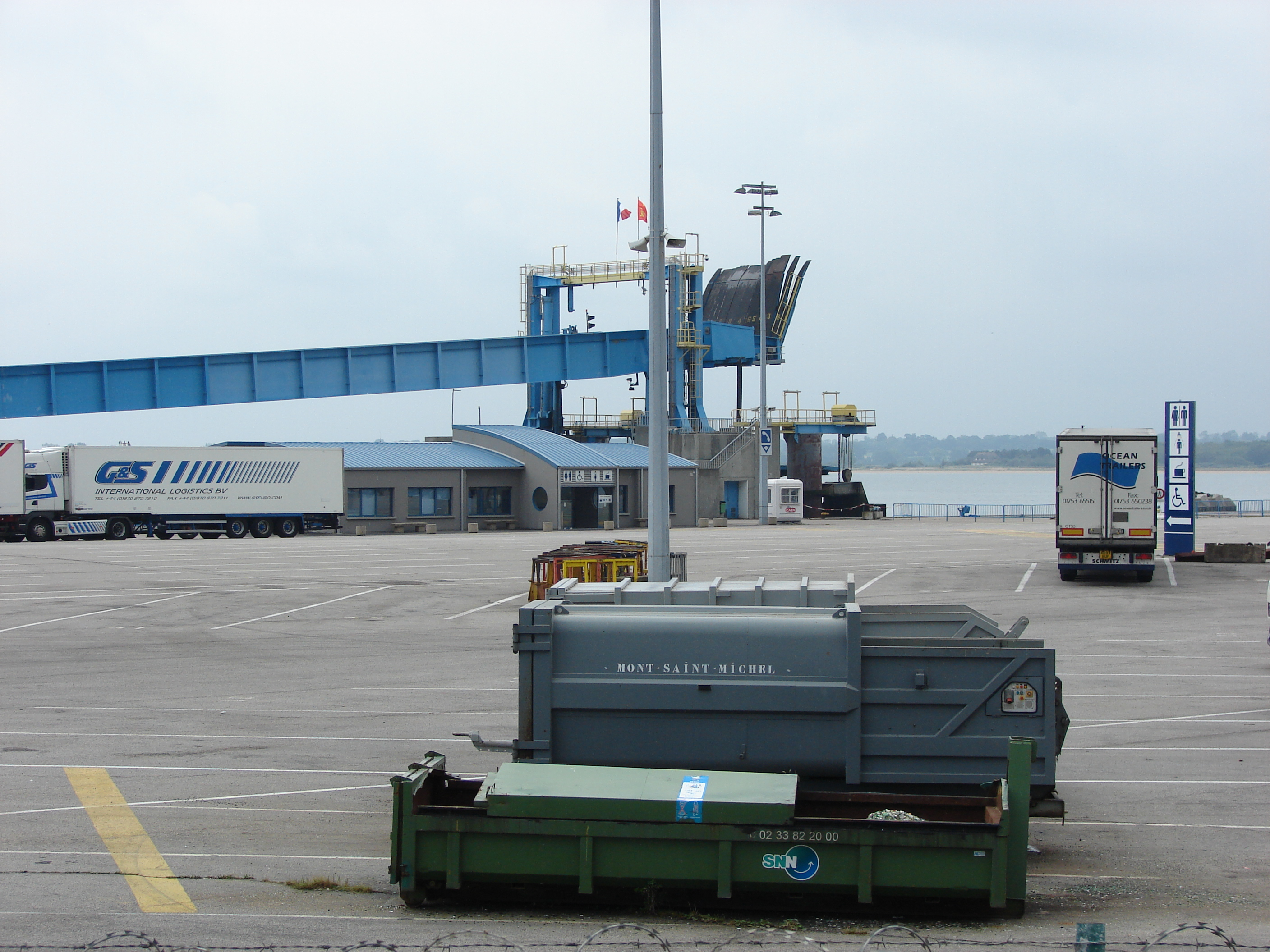

Le port de Ouistreham comme le port de Calais est le théâtre de clandestins qui tentent de rejoindre le Royaume-Uni en se dissimulant dans les poids lourds embarquant sur les ferrys.[réf. nécessaire]

## Chiffres et statistiques

### Évolution de l'activité du port
|                             | 2005      | 2006      | 2007      | 2008      |
| --------------------------- | --------- | --------- | --------- | --------- |
| Total marchandises (tonnes) | 3 582 000 | 3 919 822 | 3 947 708 | 3 657 151 |
| Total passagers             | 977 078   | 1 078 161 | 999 038   | 1 026 019 |

Évolution 2005/2006.
Le port de Caen-Ouistreham présente en 2006 des chiffres témoignant de son essor. En effet, le port passager de Ouistreham a transporté en 2006 1 080 000 de passagers contre 980 000 en 2005, soit une augmentation de 10,5 %.
Les résultats du port de commerce sont tout aussi satisfaisants : le port de Caen-Ouistreham réalise une progression de 9,43 % de son trafic marchandises entre la fin de 2005 et 2006, ainsi 3,92 millions de tonnes de marchandises ont transité par le port en 2006 contre les 3,58 millions de 2005. Avec ces résultats, le port de Caen-Ouistreham retrouve une activité similaire à celle des années 1990, époque à laquelle la Société métallurgique de Normandie (SMN) était toujours en activité et pendant laquelle le trafic transmanche commençait à connaître son essor.
Le port de Caen-Ouistreham se classe ainsi en 2006 au 10e rang des ports français et au 3e des ports d'intérêt national.
Évolution 2006/2007.
L'évolution du trafic marchandises entre 2006 et 2007 est moins élevée que celle entre 2005 et 2006. Bien qu'elle soit toujours positive, cette évolution s'élève à 0,71 %, contre 9,43 % l'année précédente ; ainsi ce sont 3 947 708 millions de tonnes de marchandises qui ont transité en 2007 par le port de Caen-Ouistreham.
Il en est de même pour l'évolution du trafic passager : 999 038 passagers ont utilisé en 2007 le port de Caen-Ouistreham, soit une évolution négative de 7,34  face aux 1 078 161 passagers de 2006.

### Marchandises transportées
| Type de marchandises | Tonnes transitées en 2006 | Tonnes transitées en 2007 | Tonnes transitées en 2008 | Tonnes transitées en 2020 |
| -------------------- | ------------------------- | ------------------------- | ------------------------- | ------------------------- |
| Houille              | 13 282                    | 3 059                     | 13 971                    | 0                         |
| Bois du Nord         | 25 985                    | 26 334                    | 18 424                    | 1 095                     |
| Bois exotiques       | 93 512                    | 111 291                   | 74 149                    | 9 901                     |
| Céréales             | 368 687                   | 269 861                   | 260 810                   | 369 251                   |
| Nourriture animale   | 11 332                    | 6 548                     | 7 348                     | 16 526                    |
| Engrais              | 88 445                    | 105 805                   | 115 425                   | 83 490                    |
| Ferrailles           | 111 557                   | 125 307                   | 100 619                   | 15 090                    |
| Sel                  | 17 799                    | 7 604                     | 5 194                     | 0                         |
| Clinkers             | 0                         | 45 128                    | 16 583                    | 14 539                    |
| Divers               | 90 842                    | 28 108                    | 28 061                    | 46 648                    |